# Marinha Sueca
A Marinha Sueca (Svenska marinen) é o ramo naval das Forças Armadas Suecas.  Compreende uma força naval - com navios de superfície e submarinos - e um corpo de fuzileiros. 

## Missão
A Marinha Sueca está preparada e equipada para defender as águas e áreas costeiras da Suécia.

Tem capacidade operacional para efetuar missões de longa distância, no país e no estrangeiro.

## Organização
- Submarinos
  - 1ª Flotilha de Submarinos (Karlskrona)
- Navios de Superficie
  - 3ª Flotilha de Combate Naval (Karlskrona)
  - 4ª Flotilha de Combate Naval (Berga)
- Forças anfíbias
  - Regimento Anfíbio de Estocolmo (Berga)
  - Regimento Anfíbio de Älvsborg (Gotemburgo)
- Bases navais
  - Base Naval, com sede em Karlskrona, e pontos de apoio naval e bases secundárias em Muskö, Berga, Gotemburgo, Härnösand, Visby e Malmo.[5]
- Formação de Quadros da Marinha e oficiais
  - Escola Prática de Combate Naval (Karlskrona)

## Navios
- Corvetas
- Draga-Minas
- Navios-patrullha
- Barcos de Combate
- Submarinos
- Navios auxiliares
- Navios-Escola

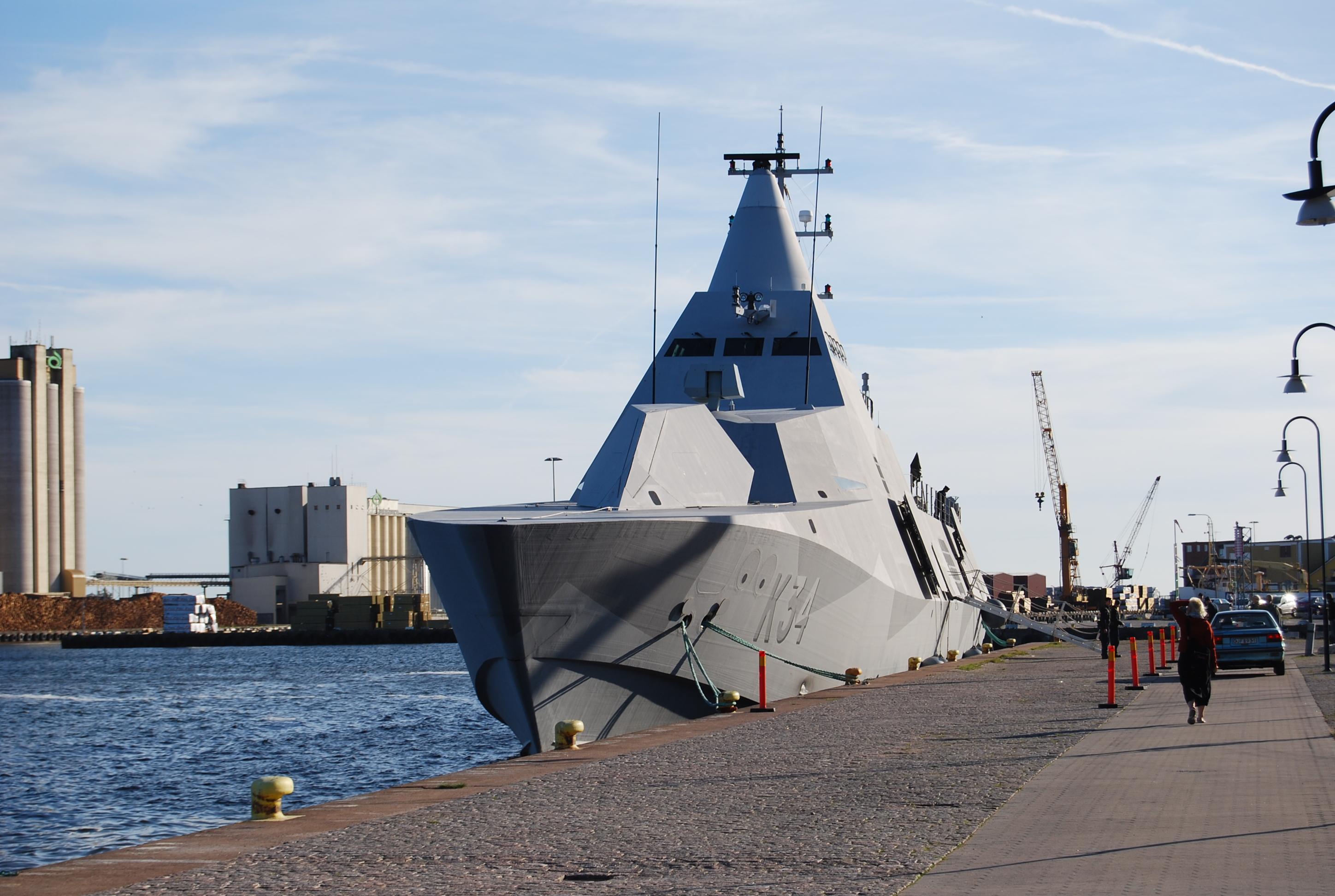
Corveta HMS Nyköping
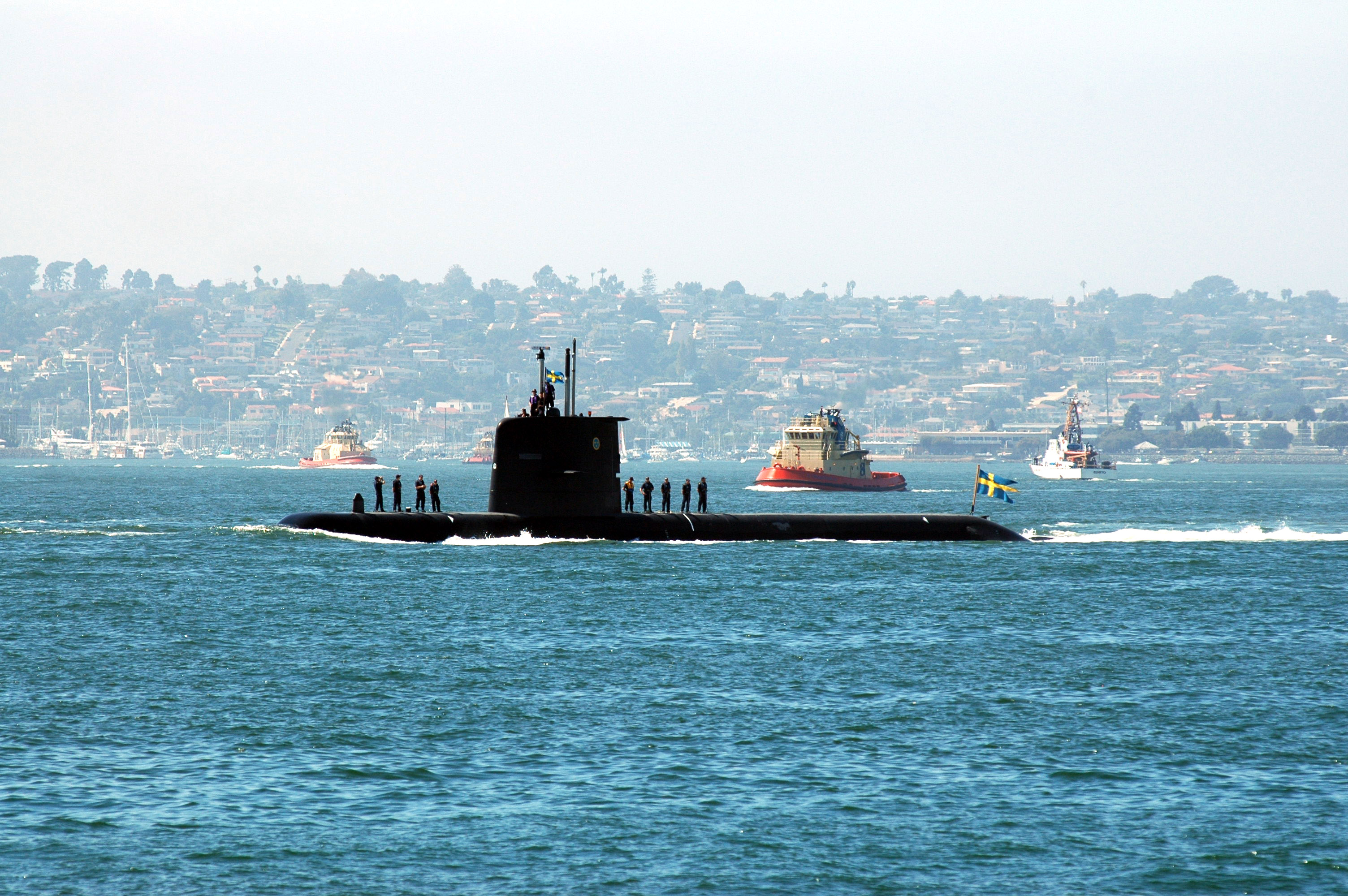
Submarino HMS Gotland